# Бремер, Пол
Льюис Пол Бремер III (англ. Lewis Paul Bremer III; род. 30 сентября 1941) — американский дипломат, глава Коалиционной временной администрации в Ираке в 2003—2004 годах.

## Биография
Родился в Хартфорде (Коннектикут) 30 сентября 1941 года. Окончил Йельский (1963, бакалавр) и Гарвардский (1966, магистр) университеты и Парижский институт политических наук.
С конца 1960-х годов на дипломатической службе, работал в Афганистане, Малави, Норвегии. В 1972—1976 годах работал в команде Генри Киссинджера. В 1983—1986 годах посол в Нидерландах. В 1986—1989 годах посол по особым поручениям по борьбе с терроризмом. Вышел в отставку с дипломатической службы в 1989 году и стал управляющий директор Kissinger Associates (международной консалтинговой компании основанной Генри Киссинджером).
В 2001 году возглавил фирму (Marsh & McLennan), специализирующуюся на оказании услуг по управлению в кризисных ситуациях, таких как природные катаклизмы, терроризм, беспорядки среди корпоративных служащих. Офис фирмы располагался в Центре международной торговли (Северная башня). В интервью CNN после атак 11 сентября, Бремер заявил, что их офис был расположен «выше того места, где совершил террористическую атаку второй самолёт».
В 2003 году вернулся на государственную службу. Бремер прибыл в Ирак, как полномочный представитель президента США в мае 2003 года, а 11 мая заменил генерал-лейтенанта Джея Гарнера в качестве директора Управления по реконструкции и гуманитарной помощи. В июне, Управление было преобразовано во Временную коалиционную администрацию, и Бремер стал главой исполнительной власти в стране.
28 июня 2004 года в 10:26 по местному времени, временная администрация официально передала власть на территории Ирака Временному правительству Ирака, на два дня раньше намеченного срока. Бремер покинул страну в тот же день.
14 декабря 2004 года Бремер был награждён президентом США Джорджем Бушем Президентской медалью Свободы, за «особо достойный вклад в безопасность или национальные интересы США, мир во всём мире, или культурные или другие важные государственные или частные начинания».
Бремер в настоящее время является председателем Консультативного совета корпорации GlobalSecure.
В ноябре 2010 года Бремер стал работать во Всемирной T.E.A.M. Спорт (Арлингтон, штат Вирджиния), в качестве генерального директора и президента.
Бремер является членом совета директоров Международного республиканского института.